# Ghiacciaio McArthur
Il ghiacciaio McArthur (in inglese McArthur Glacier) è un ghiacciaio situato sulla costa di Rymill, nella parte occidentale della Terra di Palmer, in Antartide. Il ghiacciaio, il cui punto più alto si trova a circa 320 m s.l.m., fluisce verso ovest partendo dal versante occidentale del monte Unicorn e scorrendo tra i picchi Tindley e il colle Swine fino a entrare nel canale di Giorgio VI.

## Storia
Già scoperto nel 1936 durante la spedizione britannica nella Terra di Graham, condotta nel periodo 1934-37 al comando di John Rymill, il ghiacciaio McArthur è stato poi così battezzato dal Comitato britannico per i toponimi antartici in onore di Alistair H. McArthur, un geofisico del British Antarctic Survey di stanza sull'isola Stonington nel 1967-68.